# توبلرون
توبلرون (به انگلیسی: Toblerone) نام شرکت شکلات‌سازی با نام تجاری امروزه متعلق به موندلیز شرکت صنایع غذایی آمریکایی است. این شرکت توسط تئودور توبلر در برن سوئیس در سال ۱۹۰۸ ایجاد گردید.

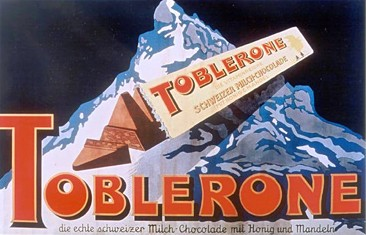
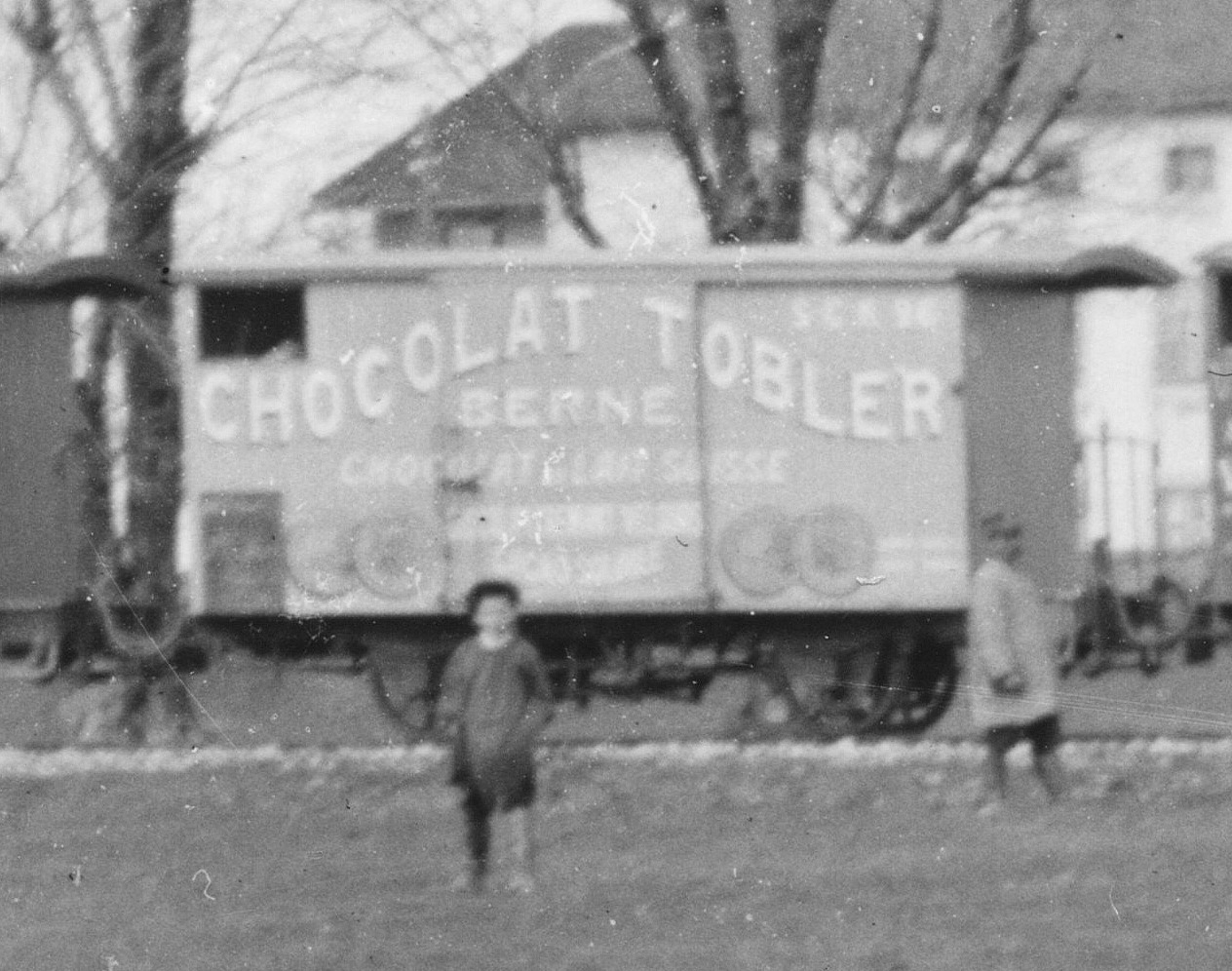
Toblerone (1932)